# Sant Miquel de Pinell
Sant Miquel de Pinell és l'església parroquial del nucli de Pinell, al municipi de Pinell de Solsonès (Solsonès), inclosa a l'Inventari del Patrimoni Arquitectònic de Catalunya.

## Situació
El nucli de Pinell i la seva església es troba a la part central del terme municipal, dalt d'un turó, al marge esquerre del barranc de Pinell que el rodeja formant un meandre. L'indret és feréstec, ja que està en ple espai natural protegit Obagues de la riera de Madrona.
L'únic accés el té des de la carretera asfaltada C-149a (de Solsona - els Colls - Sanaüja). Al punt quilomètric 12,6 (41° 57′ 41″ N, 1° 24′ 29″ E / 41.961412°N,1.408038°E) un trencall ben senyalitzat hi mena en 1,5 km.

## Descripció

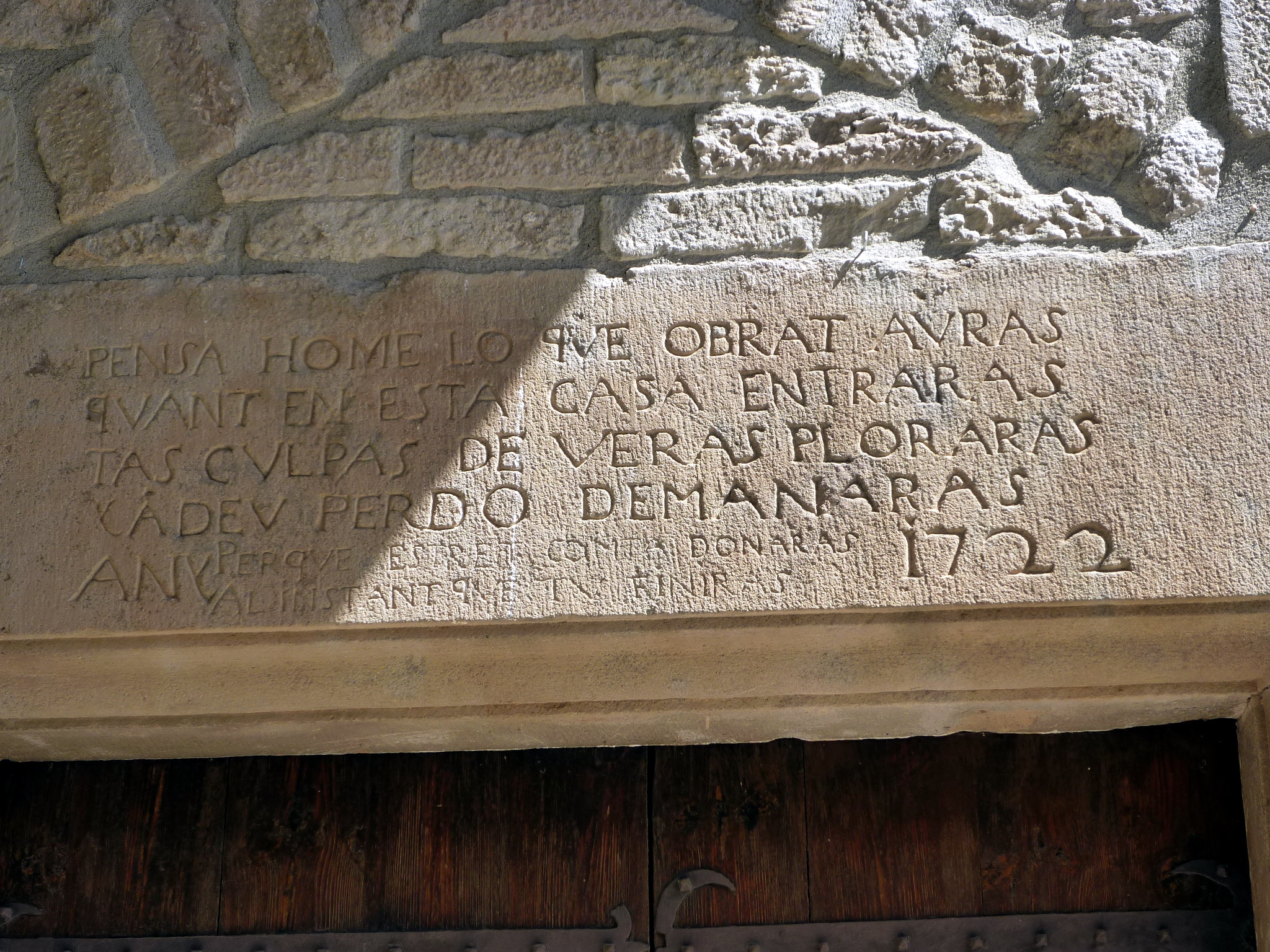
Inscripció a la llinda de la porta

Església de planta rectangular amb teulada a doble vessant. La part més antiga de l'edifici és la nau que està coberta amb volta de canó lleugerament apuntada. Al punt d'arrencada de la volta hi ha un mig bossell. La porta principal té una llinda amb la inscripció: "Pensa home lo que obrat auras quant en esta casa entraras tas culpas de veras ploraras y a Deu perdo demanaras perque estret conta donaras al instant que tu finaràs. Any 1722". A l'interior de l'església a banda i banda de la porta s'obren dues capelles amb arc de mig punt. Al mur de tramuntana, mitjançant un gran arc, es va afegir la capella de Sant Antoni.
Cobrint la zona del presbiteri, que és rectangular, hi ha un campanar de planta quadrada i, a cada cara de la part superior, té dues finestres d'arc de mig punt. El parament és de carreus regulars en filades.
El 1737 es va afegir, al costat de la porta d'entrada, la rectoria.

## Història
L'any 1097, el comte Ermengol va fer donació d'aquesta església a Santa Maria de Solsona. Aquest fet ve confirmat per un document del 1150 on el papa Eugeni III afirma que l'església era del domini de la canònica de Solsona. Al segle xiv es va fer una ampliació i al segle xviii es va fer reformes al temple.